# Maria Grundvall
Maria Grundvall (geb. 1976 in Kaskö) ist eine finnlandschwedische Schriftstellerin.
Sie hat Literaturwissenschaft studiert und debütierte 2020 mit dem Roman Sommardrömmen beim Verlag Schildts & Söderströms. Das Buch gewann den Debütantenpreis Läs mig! („Lies  mich!“) des Verlages, bei dem die Autorin auch 2021 und 2024 veröffentlichte. Ihre Bücher nähern sich Themen wie Freundschaft, Partnerschaft und Lebensträume auf eine unterhaltende Art.
Grundwall lebt in Helsingfors (fi. Helsinki). Sie arbeitet – neben ihrem Scheiben – als Bibliothekarin und Kommunikationsreferentin (schw. informatör) in der Bibliothek der Nachbarstadt Grankulla (Kauniainen).

## Veröffentlichungen
- 2020 Sommardrömmen Helsingfors: Schildts & Söderströms
- 2021 Enhörningen Helsingfors: Schildts & Söderströms
- 2024 Sanningen om Ester Helsingfors: Schildts & Söderströms